# Strutter
Strutter je píseň americké rockové skupiny Kiss vydaná na albu Kiss. Píseň vyšla jako třetí singl tohoto debutového alba skupiny. Neumístila se v hitparádách. Je to jedna z mála skladeb napsaných Paulem Stanleym a Genem Simmonsem.

## Další výskyt
„Strutter“ se objevila na následujících albech Kiss:
- Kiss - originální studiová verze
- Alive! - koncertní verze
- The Originals - studiová verze
- Double Platinum - remixovaná verze
- Smashes, Thrashes & Hits - edit studiová verze
- Greatest Kiss - studiová verze
- The Box Set - demo verze
- The Very Best of Kiss - studiová verze
- Kiss Symphony: Alive IV - koncertní verze
- The Best of Kiss, Volume 1: The Millennium Collection - studiová verze
- Gold - studiová verze
- Kiss Chronicles: 3 Classic Albums - studiová verze
- Kiss Alive! 1975–2000 - Alive! verze
- Ikons - studiová verze
- Kiss 40 - nevydaná s názvem "Strutter '78

## Sestava
- Paul Stanley – zpěv, rytmická kytara
- Gene Simmons – zpěv, basová kytara
- Ace Frehley – sólová kytara, basová kytara
- Peter Criss – zpěv, bicí, perkuse